# Elin Lundgren
Elin Lundgren (1978) é uma política do Partido Operário Social-Democrata da Suécia.
Ela foi eleita membro do Riksdag em representação do círculo eleitoral do Condado de Gävleborg pelos sociais-democratas.